# Legend of the Werewolf
Legend of the Werewolf és una pel·lícula de terror britànica de 1975 dirigida per Freddie Francis. És protagonitzada per Peter Cushing, Ron Moody i Hugh Griffith.

## Argument
A mitjanit de la Nit de Nadal de mitjans del segle xix en algun lloc de Rússia, dos fugitius s'aturen al costat de la carretera perquè la dona tingui el seu nadó. La mare mor, i el pare és matat pels llops. Tanmateix, els llops protegeixen el nadó en lloc de matar-lo, i el nadó es converteix en un nen salvatge. Anys més tard, un trio d'artistes de circ troben el nen al bosc i l'utilitzen com una atracció anomenada "Noi llop". Es diu Etoile, i perd els seus aspectes de llop, i el seu atractiu públic, a mesura que creix. Una nit, Etoile es transforma en un home llop sota la influència de la lluna plena i mata un membre del circ, Tiny. Mentre s'està morint, acusa l'Etoile, que fuig.
Aviat arriba a París, i esdevé ajudant d'un curador del zoo. Aquell mateix dia, un grup de prostitutes d'un prostíbul proper el visita per dinar, i l'Etoile és encisat per la bonica Christine. Li agrada, però manté la seva feina en secret. Més tard, Etoile decideix portar Christine a ballar, però Madame Tellier la rebutja. Intenta colar-se per la finestra, però atrapa Christine enmig d'entretenir un client. Esclata per la finestra amb una ràbia gelosa i ataca el client. Madame Tellier l'atura i el persegueix. Christine s'enfronta a Etoile l'endemà al matí, i en la discussió següent li explica la seva història com a òrfena fins que Madame Tellier la va acollir. Etoile demana a Christine que es casi amb ell, però ella li diu que no funcionarà. Aquella nit, Etoile torna a canviar i mata clients que surten del bordell.
Els atacs criden l'interès del professor Paul Cataflanque, un hàbil patòleg forense, que inicialment dedueix que es tractava d'un llop. S'embarca en la seva pròpia investigació contra les protestes del seu amic, l'inspector Gerard, i inspecciona els llops al zoo d'Etoile. La demostració d'Etoile de la seva gentilesa deixa en Paul escèptic, igual que les noves proves reunides. Les proves el porten al prostíbul i interroga a la senyora Tellier, que es veu desanimada per les seves peticions per identificar els cossos. Ell porta fotografies de les víctimes, i ella menteix sobre haver-les vist. No obstant això, Christine també els veu, i Paul, observant la seva reacció, li pregunta en privat. Ella admet haver-los tingut com a clients, però deixa l'Etoile fora de la seva història.
Mentrestant, el prefecte de policia decideix oficialitzar la teoria del llop de Paul i ordena a tots els zoològics que matin els seus llops. A l'Etoile se li encarrega la horrible tasca, i està fora de si de dolor. Christine el visita i se'n va a buscar el cuidador del zoo, pensant que Etoile està malalt. Etoile canvia i s'escapa a la claveguera abans que torni. Amb la seva ràbia i el seu dolor que estimulen la seva crueltat, Etoile provoca una matança i s'amaga a les clavegueres l'endemà. Paul descobreix que una de les víctimes encara és viva i la ressuscita el temps suficient per sentir-la parlar d'una criatura que no és un home ni un llop. El servent de Paul, Boulon, li explica les històries dels homes llop de la seva casa de camp, i Paul dedueix que l'atacant matarà la nit següent. Ell torna a entrevistar a Christine i li demana que esperi a l'habitació d'Etoile. Obté un mapa de les clavegueres i forja una bala de plata per precaució.
Aquella nit, baixa a les clavegueres i es troba amb Etoile. Paul intenta raonar amb ell, oferint la seva ajuda. L'Etoile està temporalment assenyat, però Gerard, avisat per Boulon, ataca a l'últim moment. Etoile fuig al zoo, seguit de Paul. Christine està sorpresa i espantada per la forma de llop d'Etoile, però l'Etoile no li fa mal. Paul ho intenta una vegada més, però Gerard dispara Etoile amb la bala de plata. Etoile mor, convertint-se de nou en un home mentre Christine el mira amb pena.

## Repartiment
- Peter Cushing - Professor Paul Cataflanque[3]
- Ron Moody - Vigilant del zoo
- Lynn Dalby - Christine
- David Rintoul - Etoile/Wolf Boy
- Stefan Gryff - Inspector Max Gerard[3]
- David Bailie - Boulon
- Hugh Griffith - Maestro Pamponi
- Renee Houston - Chou-Chou
- Marjorie Yates - Madame Tellier
- Norman Mitchell - Tiny
- Hilary Farr - Zoe (com Hilary Labow)
- Roy Castle - Fotògraf
- Michael Ripper - Sewerman
- Patrick Holt - Dignitary
- John Harvey - Prefecte de policia
- Pamela Green - Anne-Marie (no acreditada)

## Producció
La pel·lícula va ser produïda per Tyburn Film Productions, una empresa de curta durada que va intentar fer pel·lícules a l'estil de Hammer Horrors. La pel·lícula es va rodar als Estudis Pinewood el 19 d'agost de 1974. El guió va ser escrit per Anthony Hinds sota el seu pseudònim John Elder. Hinds també va ser l'escriptor de l'única pel·lícula d'home llop de Hammer La maledicció de l'home llop (1961), en la qual també va aparèixer Michael Ripper. Els decorats de la pel·lícula eren dissenyat pel director artístic Jack Shampan.

## Estrena
La pel·lícula va ser distribuïda per la Rank Organisation. Tot i que es va estrenar als cinemes britànics, als Estats Units només es va estrenar en VHS. La pel·lícula es va estrenar en DVD per primera vegada per Cheezy Flicks el 17 d'octubre de 2017.